# Paracytheridea echinata
Paracytheridea echinata is een mosselkreeftjessoort uit de familie van de Paracytherideidae. De wetenschappelijke naam van de soort is voor het eerst geldig gepubliceerd in 1981 door Hu.